# Gornja Bukovica (Jajce, BiH)
Gornja Bukovica je bivše samostalno naselje s područja današnje općine Jajce, Federacija BiH, BiH.

## Povijest
Za vrijeme socijalističke BiH ovo je naselje prvo izdvojeno iz naselja Bukovica, a zatim pripojeno naselju Šerići.